# 威廉·沃尔夫·凯普斯
威廉·沃尔夫·凯普斯（1834年—1914年）是一位英国学者和图书馆员，主要作品有《安敦尼王朝：公元2世纪的罗马帝国》（The Roman empire of the second century; or, The age of Antonines，1876年）等。